# Melaleuca pulchella
Melaleuca pulchella är en myrtenväxtart som beskrevs av Robert Brown. Melaleuca pulchella ingår i släktet Melaleuca och familjen myrtenväxter. Inga underarter finns listade i Catalogue of Life.